# Morandi
Моранди је румунска европоп музичка група коју чине Мариус Мога и Андреј Стефан Ропчеа (Ранди). Име групе потиче потиче од прва два слова имена Мога и надимак, Ранди, стварајући Моранди.

## Музичка каријера
Поред тога што је успешан у Румунији, бенд је високо рангиран на неколико паневропских листа (укључујући ЕМТИВИ Јуроуп листу и Ворлд Чарт Експрес), а вероватно је постао најуспешнији бенд у историји Европе након О-Зоне. Њихова музика је веома популарна међу младим људима у Русији, Бугарској, Албанији, Грчкој, Црној Гори, Србији, Словачкој , Чешкој, Пољској, Македонији, Литванији и Украјини.

## Дискографија
Моранди је објавио четири студијска албума, девет синглова и девет музичких спотова.

### Студијски албуми
| Година | Назив       |      |         |  |
| ------ | ----------- | ---- | ------- |  |
| Година | Назив       | 2005 | Reverse |  |
| 2006   | Mind Fields |      |         |  |
| 2007   | N3XT        |      |         |  |
| TBA    | Zebra       |      |         |  |

### Синглови
Сингл "Ејнџлс" продат је у 1,45 милиона копија у русијаи. Сингл "Сејв ми" има 400.000 продатих копија.
| Година         | Назив                                   | Врхунац | Врхунац | Врхунац | Врхунац        | Врхунац | Албум        |
| Година         | Назив                                   | SVK     | BG      | CZE     | HU Dance Top40 | FR      | Албум        |
| -------------- | --------------------------------------- | ------- | ------- | ------- | -------------- | ------- | ------------ |
| 2004           | "Love Me"                               | -       | -       | -       | -              | -       | Reverse      |
| 2004           | "Beijo"                                 | 54      | -       | -       | -              | -       | Reverse      |
| 2006           | "Falling Asleep"                        | -       | -       | -       | -              | -       | Mind Fields  |
| 2006           | "A La Lujeba"                           | -       | -       | -       | -              | -       | Mind Fields  |
| 2006           | "Oh La La" (English version of "Beijo") | -       | -       | -       | -              | -       | Digital Only |
| 2007           | "Afrika"                                | -       | -       | -       | -              | -       | N3XT         |
| 2007           | "Angels (Love Is The Answer)"           | 1       | 1       | 1       | 3              | 16      | N3XT         |
| 2008           | "Save Me" (feat. Helene)                | 13      | 2       | 1       | 25             | -       | N3XT         |
| 2009           | "Соlors"                                | 1       | 1       | 4       | -              | -       | Zebra        |
| 2010           | "Rock The World"                        | 62      | -       | -       | -              | -       | Zebra        |
| 2011           | "Midnight Train"                        | 26      | -       | -       | -              | -       | Zebra        |
| 2011           | "Serenada"                              | -       | -       | -       | -              | -       | Zebra        |
| 2013           | "Everytime"                             | -       | -       | -       | -              | -       |              |
| Прва места     | Прва места                              | 2       | 2       | 2       | -              | -       |              |
| Топ 10 ххитова | Топ 10 ххитова                          | 2       | 3       | 3       | 1              | -       |              |

### Спотови
- 2006 – Beijo
- 2006 – Love Me
- 2006 – Falling Asleep
- 2006 – A la Lujeba
- 2007 – Afrika
- 2007 – Angels
- 2008 – Save Me
- 2009 – Colors
- 2010 – Rock The World
- 2011 – Midnight Train
- 2011 – Serenada
- 2013 – Everytime we touch
- 2018 – Kalinka